# 에릭 퍼 설리번
에릭 퍼 설리번(Erik Per Sullivan, 1991년 7월 12일 ~ )은 미국의 배우이다.

## 출연 작품
- 트웰브 (2010)
- 아더와 미니모이: 제1탄 비밀 원정대의 출정 (2006)
- 크리스마스 건너뛰기 (2004)
- 니모를 찾아서 3D (2003)
- 언페이스풀 (2002)
- 웬디고 (2001)
- 조는 못말려 (2001)
- 말콤네 좀 말려줘 (2000)
- 사이더 하우스 (1999)
- 아마겟돈 (1998)